# Marco Barbini
Marco Barbini (Padova, 16 ottobre 1990) è un ex rugbista a 15 italiano, in carriera terza linea ala tre volte internazionale per l'Italia nel 2015 e nel 2019.
Giocatore per Petrarca e Mogliano nel campionato italiano e per il Benetton in Pro14, nel 2010-11 e 2012-13 si è aggiudicato gli scudetti con entrambi i club, mentre nel 2020-21 ha vinto la Rainbow Cup con Treviso.

## Biografia
Nativo di Padova, crebbe in una famiglia di rugbisti internazionali: il padre Gianfranco, il fratello Matteo e la sorella Martina, furono tutti tesserati con il Petrarca e rappresentanti l'Italia a livello internazionale con le rispettive nazionali maggiori.
Marco giunse al Benetton dopo quattro stagioni in Eccellenza, la prima divisione del campionato italiano di rugby, durante le quali si aggiudicò due scudetti: uno con il Petrarca nel 2010-11, la propria squadra d'origine, e l'altro con Mogliano nel 2012-13; al termine della stagione 2010-2011 ebbe anche il riconoscimento individuale di Most Valuable Player del campionato italiano.
Già nazionale Under-20 nel Sei Nazioni di categoria e nazionale Emergenti nella Nations Cup 2012, fu chiamato in nazionale maggiore dal C.T. Jacques Brunel per il Sei Nazioni 2015, in cui debuttò il 7 febbraio contro l'Irlanda come subentro ad Alessandro Zanni.
Nel febbraio 2019 rinnovò l'impegno con il Benetton fino a tutta la stagione 2020-21. Dopo la vittoria della Rainbow Cup, nell'estate 2021 annunciò il ritiro dal rugby giocato.

## Palmarès

### Club
- Pro14 Rainbow Cup: 1
Benetton Treviso: 2020-21
- Campionati italiani: 2
Petrarca: 2010-11
Mogliano: 2012-13

### Individuale
- Miglior giocatore del campionato italiano: 1
2010-11[2]